# سوبتیروم
سوبتیروم (انگلیسی: Sobetirome) یک داروی تیرومیمتیک است که در مقایسه با TRα1، ترجیحاً به گیرنده هورمون تیروئید TRβ1 متصل می‌شود. این دارو برای درمان دیس‌لیپیدمی، چاقی، سندرم پیت-هاپکینز، بیماری کبدی کلستاتیک، مولتیپل اسکلروزیس، فیبروز ریه ناشی از بلئومایسین، و ARDS ناشی از کووید-۱۹ بررسی شده است. این دارو توسط سازمان غذا و داروی آمریکا (FDA) به عنوان یک داروی اورفان برای درمان آدرنولکودیستروفی وابسته به X تعیین شده است.